# Diplodiella brassicae
Diplodiella brassicae är en svampart som först beskrevs av Mordecai Cubitt Cooke, och fick sitt nu gällande namn av Grove 1937. Diplodiella brassicae ingår i släktet Diplodiella, divisionen sporsäcksvampar och riket svampar.   Inga underarter finns listade i Catalogue of Life.